# Миле Новаковић (генерал)
Миле Новаковић (Кирин, код Вргинмоста, 29. април 1950 — Београд, 14. септембар 2015) био је српски ратни официр, генерал, командант Српске војске Крајине.

## Биографија
Миле Новаковић родио се 29. априла 1950. у селу Кирин близу Вргинмоста. Основну школу завршио је 1964. године, гимназију у Карловцу 1968, а Војну академију Копнене војске ЈНА, смер пешадија, са одличним успехом 1972. године. Након Академије, Новаковић је прошао и више војних курсева: 1978. Виши курс војне полиције, 1983. Командно-штабну академију Копнене војске ЈНА и то све са одличним успехом. Студирао је и у Ратној школи ЈНА, али је школовање прекинуо због распада СФРЈ и грађанских ратова.
Од 1972. до 1990. Новаковић брзо напредује у својој војној каријери, те тако стиче следеће чинове:
- потпоручника 1972. године;
- поручника 1974;
- капетана 1977;
- капетана I класе 1980;
- мајора 1983;
- потпуковника 1987;

Чин пуковника је добио ванредно, током рата 1992. године у саставу ЈНА. У саставу Српске Војске Крајине 1992. године добио је чин генерал-мајора, а исти чин у Војсци Југославије 1993. године. Коначно, чин генерал-потпуковника стекао је ванредно 1994. године. Учествовао је у рату у саставу ЈНА од 5.марта 1991. до 19. маја 1992. и ТО РСК од 20. маја до 26. новембра 1992. Предводећи Орлове Гвозда учествовао је у операцији Коридор-92. По завршетку борби у Босни, враћа се у Крајину и преузима команду над 80. бригадом Посебних јединица милиције РСК у Војнићу. Био је командант СВК и на том мјесту се налазио од 27. новембра 1992. до 30. јануара 1994. Послије смјене са тог мјеста постављен је за начелника Управе пешадије Главног штаба.
Током војне службе Миле Новаковић био је распоређен на следећим дужностима:
- Командир вода у Петрињи (1972—1975);
- Командир чете војне полиције у Загребу (1975—1979);
- Заменик команданта батаљона Војне полиције у Загребу (1979—1981);
- Школовање у КША у Београду (1981—1983);
- Командант 284. батаљона Војне полиције у Загребу (1983—1985);
- Начелник штаба 140. моторизоване бригаде у Загребу (1985—1989);
- Командант 73. моторизоване бригаде у Копривници (1989—1991), у саставу 32. (Вараждинског) корпуса.
- Помоћник начелника одељења за наставне послове у органу за оперативно-наставне послове Команде 5. Војне области у Загребу (1991);
- Начелник одељења за оперативно-наставне послове 8. оперативне групе (1991);
- Командант 4. бригаде ТО Крајине у Вргинмосту (1991—1992);
- Командант 80. бригаде Посебних јединица милиције РСК у Војнићу (1992);
- Командант бригаде крајишке војске за пробој "Коридора" (1992);
- Командант Главног штаба Српске Војске Крајине у Книну (1992—1994);
- Помоћник Врховног команданта Српске Војске Крајине за послове националне безбедности и односе са међународним организацијама.

Службовао је у гарнизонима у Петрињи, Загребу, Копривници и Београду. Професионална војна служба у Војсци Југославије му је престала 30. децембра 1994. године.

## Смрт
Преминуо је 14. септембра 2015. године од последица срчаног удара, на путу према Војномедицинској академији (ВМА). Сахрањен је 16. септембра, уз највише војне почасти, на гробљу у месту Сурдук код Старе Пазове.

## Одликовања
- Орден за војне заслуге са сребрним мачевима (1976),
- Орден народне армије са сребрном звијездом (1980),
- Орден за војне заслуге са златним мачевима (1984)
- Орден рада са златним венцем (1984)